# کورن-بورکارتسهاین
کورن-بورکارتسهاین (به آلمانی: Kühren-Burkartshain) یک شهر مستقل  در ایالت زاکسن آلمان بود که در سال 2006 در شهر وورتسن ادغام شد. کورن-بورکارتسهاین ۲٬۸۴۶ نفر جمعیت دارد.

## خواهرخوانده
شهر باد مشتال خواهرخواندهٔ کورن-بورکارتسهاین هست.